# Sonja Wigert
 (janvier 2008).
Si vous disposez d'ouvrages ou d'articles de référence ou si vous connaissez des sites web de qualité traitant du thème abordé ici, merci de compléter l'article en donnant les références utiles à sa vérifiabilité et en les liant à la section « Notes et références ».
Sonja Wigert est une actrice et espionne suédo-norvégienne, née le 11 novembre 1913 à Notodden dans le comté de Telemark (Norvège) et morte le 12 avril 1980 en Alfàs del Pi dans la province d'Alicante (Espagne).

## Biographie

### Jeunesse
Sonja Wigert est née le 11 novembre 1913 à Notodden dans le comté de Telemark en Norvège. Elle est la sœur de Knut Wigert et se marie avec le capitaine Niels Viggo Halfdan de Meza. Elle débute en 1934 au théâtre norvégien (Det Norske Teatret).

### Carrière
Sonja Wigert tourne dans plusieurs films norvégiens, avant de partir en Suède en 1939.
En Norvège, elle est célèbre grâce au film Tancrède (1937), en Suède, grâce à Fallet Ingegerd Bremssen d'Anders Henrikson (1942). Elle tourne dans vingt-deux films, dont Ombyte av tåg, avec Hasse Ekman (1943).
En 1941, elle commence à collaborer avec la résistance norvégienne.
En 1942, elle devient espionne suédoise sous le nom de code de « Bill ». Elle est renvoyée en Norvège pour essayer de s'approcher des officiers supérieurs allemands en août de la même année. Elle parvient relativement rapidement à aborder le Commissaire du Reich Joseph Terboven, qui tombe sous son charme et lui fait la cour. De cette manière, elle peut fournir aux Suédois des renseignements qui permettent de repérer le chef de la Gestapo en Suède et un agent central, respectivement August Finke et le baron von Gossler. La même année, elle commence aussi à travailler pour les Américains grâce à un contact à l'ambassade américaine à Stockholm.
À partir de 1944, elle rend des services à l'Office of Strategic Services (OSS), devenu après la guerre la CIA. Elle recrute aussi Alfhild Hovdan comme espion pour le compte des Suédois.
Au cours de l'automne 1943, les Allemands comprennent que Sonja Wigert n'est pas leur amie et il lui est impossible de continuer.
Après la guerre, ceux qui ont connu son véritable rôle d'espionne des services secrets suédois tentent de la réhabiliter en Norvège, sans succès.
En 1945, elle raconte dans une interview qu'elle avait travaillé contre les Allemands en tant qu'agent secret. Mais il est pratiquement impossible de se débarrasser, en Norvège, de son image de collaboratrice. Et elle ne retourne pas en Norvège.

### Mort
Sonja Wigert meurt le 12 avril 1980 en L'Alfàs del Pi dans la province d'Alicante en Espagne. Son rôle est méconnu jusqu'à ce que les archives de la police secrète suédoise soient ouvertes, plus de vingt-cinq ans après sa mort.

## Filmographie
- 1934 : Song of Rondane
- 1937 : Fant
- 1939 : Her Little Majesty
- 1942 : Fallet Ingegerd Bremssen (sv)
- 1943 : Ombyte av tåg

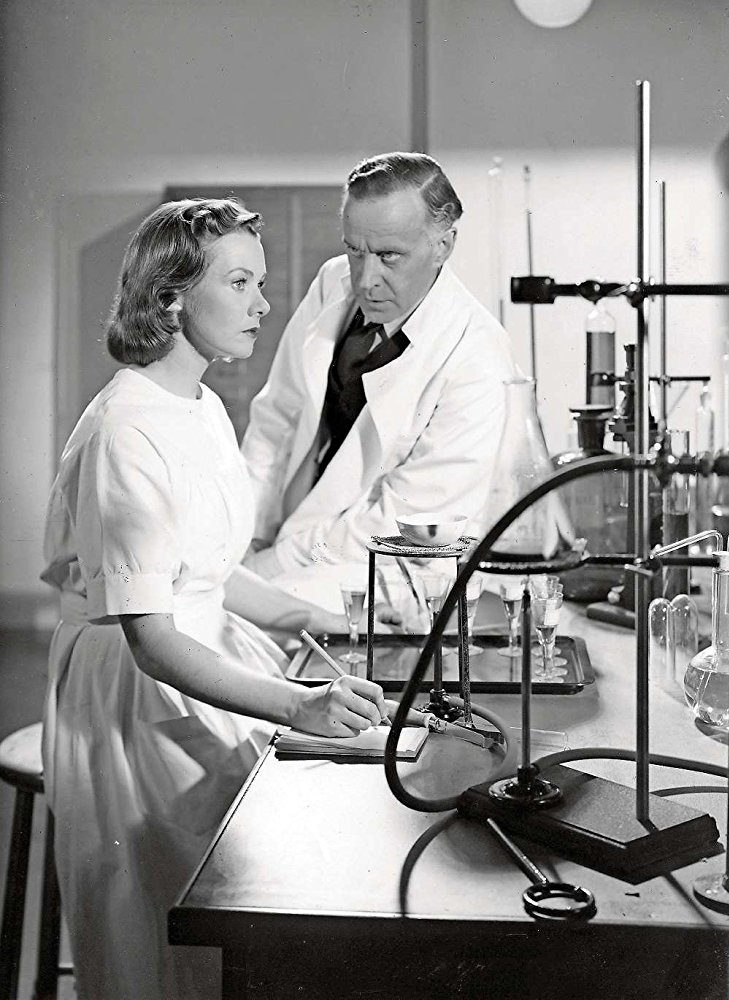
Sonja Wigert et Anders Henrikson,
dans ' (1942).

- 1944 : Räkna de lyckliga stunderna blott
- 1944 : Mitt folk är icke ditt
- 1945 : Sang et Feu (Blood and Fire )
- 1946 : Onsdagsväninnan
- 1946 : La Lettre (Letter from the Dead)
- 1947 : One Swallow Does Not Make a Summer (En fluga gör ingen sommar)
- 1949 : Vi flyr på Rio
- 1951 : Alt dette og Island med
- 1951 : Kvinnan bakom allt
- 1953 : I dimma dold

## Sources
- (no) Cet article est partiellement ou en totalité issu de l’article de Wikipédia en norvégien intitulé « Sonja Wigert » (voir la liste des auteurs).

### Cinéma
- The Spy de Jens Jønsson (2019), avec Ingrid Bolsø Berdal dans le rôle de Sonja Wigert.